# Lawrence E. Glendenin
Lawrence Elgin Glendenin (Bay City, 8 de noviembre de 1918 - Crystal Lake, 22 de noviembre de 2008) fue un químico estadounidense. Fue uno de los descubridores del elemento prometio junto a Jacob A. Marinsky, Charles D. Coryell y Harold G. Richter.

## Formación académica y carrera profesional
Glendenin nació en Bay City, Míchigan en 1918 y estudió en la Universidad de Chicago, donde se graduó en 1941.
Trabajó como químico en los laboratorios Clinton (en la actualidad, Oak Ridge National Laboratory) durante la Segunda Guerra Mundial, en el Proyecto Manhattan, dedicado a la separación, identificación y caracterización de los elementos radiactivos producidos durante la fisión nuclear.

## Descubrimiento del prometio
En 1945, junto a los otros miembros de su equipo en Laboratorios Clinton, Charles D. Coryell, Jacob Marinsky y Harold G. Richter, aislaron el último elemento de las tierras raras aún no conocido, el prometio (Z=61). Marinsky y Glendenin produjeron el prometio tanto por extracción a partir de productos de fisión y mediante el bombardeo de neodimio con neutrones. Se aisló utilizando cromatografía de intercambio iónico. La publicación del hallazgo se retrasó hasta que hubo finalizado la guerra. Marinsky y Glendenin anunciaron el descubrimiento en una reunión de la American Chemical Society en septiembre de 1947. Atendiendo a una sugerencia de la esposa de Coryell, el equipo bautizó el nuevo elemento en honor del mítico Prometeo, que robó el fuego a los dioses y fue castigado por dicho acto por Zeus. Se consideró también el nombre "clintonium" por la instalación donde fue aislado.
Glendenin fue uno de los científicos del Proyecto Manhattan que, en 1945, firmaron la petición de Szilard instando al presidente Harry S. Truman a no utilizar la primera bomba atómica "sin restricciones", pidiéndole que en su lugar "describiese y demostrase" su poder y diese a Japón "la oportunidad de considerar las consecuencias de la negativa a rendirse."

## Tras la guerra
Después de la guerra, Glendenin continuó sus estudios, obtuvo un doctorado en el Instituto de Tecnología de Massachusetts en 1949. Ese mismo año ingresó en el Laboratorio Nacional Argonne, donde permaneció hasta su jubilación en 1985. Ha publicado casi cien artículos sobre las propiedades de los productos de fisión.
Fue nombrado Secretario Científico de la delegación de EE. UU. en la Conferencia Átomos para la Paz y recibió el Premio Glenn T. Seaborg de Química Nuclear otorgado por la American Chemical Society en 1974.
Glendenin estuvo casado durante 63 años con Ethel Long Glendenin (1921-2010), que también trabajó en el proyecto Manhattan, en la biblioteca de los Laboratorios Clinton. Posteriormente ejerció diversos puestos en el área de la citotecnología de Illinois. Fueron padres de dos hijas y dos hijos.